# زنجيل أباد
زنجيل‌ أباد هي قرية في مقاطعة سراب، إيران. عدد سكان هذه القرية هو 122 في سنة 2006.